# Halfa Rock
Halfa Rock (malt. Il-Gebla tal-Halfa) – bezludna mała wysepka i zarazem wapienna skała u południowo-wschodniego wybrzeża wyspy Gozo w archipelagu Wysp Maltańskich w Republice Malty. Ma powierzchnię około 4800 m² (0,0048 km² / 0,48 ha); inne źródła podają 0,50 ha (0,005 km²) i 0,01 km². Maksymalna długość wysepki wynosi 95 metrów, a średnia szerokość około 50 metrów. Wyspa objęta jest ochroną prawną.
Halfa Rock położona jest w odległości około 65 metrów od południowego wybrzeża gminy Qala. Stanowi ona część geologicznego kompleksu obejmującego wyspę Comino i górne rejony gminy Qala.

## Ochrona przyrody
Halfa Rock jest na liście ochrony dziedzictwa przyrodniczego Wysp Maltańskich. W wykazie maltańskiego urzędu środowiska i planowania Malta Environment and Planning Authority (MEPA) Halfa Rock ma status obszaru o znaczeniu ekologicznym (ang. Area of Ecological Importance) na podstawie aktu prawnego DPA – GN 827/02 oraz specjalnego obszaru ochrony siedlisk (ang. Special Areas of Conservation).

## Fauna

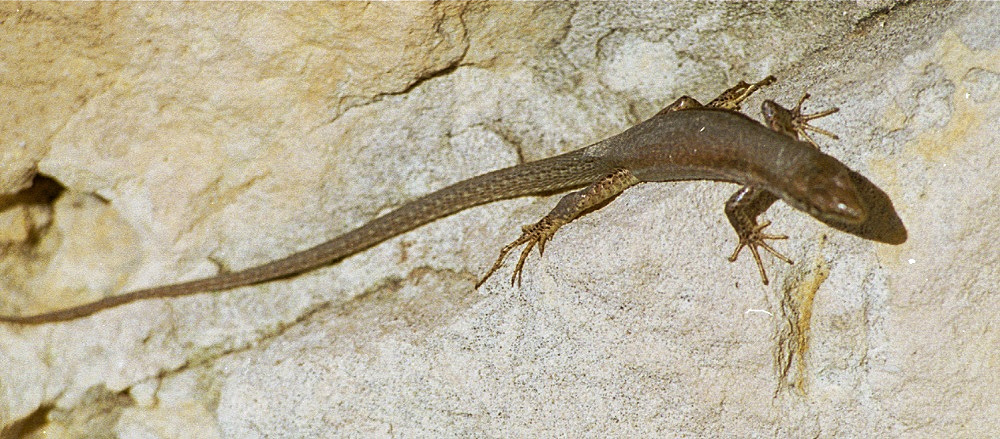
Murówka maltańska, gatunek endemiczny archipelagu występujący na wyspie

Fauna na tej wysepce obejmuje głównie izolowaną populację endemicznej jaszczurki murówki maltańskiej i ślimaki gatunku Muticaria macrostoma. Populacje te są odizolowane, a tym samym mają potencjał rozwoju cech dla nich specyficznych.

## Flora
Niżej położony fragment wysepki jest zdominowany m.in. przez rośliny z gatunku Arthrocnemum macrostachyum, powój Convolvulus oleifolius, zatrwian Limonium melitensis i marchew Daucus rupestris.
Na wyżej położonym obszarze rosną m.in. rośliny z gatunku Lygeum spartum, powój Convolvulus oleifolius, marchew Daucus rupestris, koślaczek Anacamptis urvilleana, czosnek Allium melitense i dziewięćsił Carlina involucrata.
Na wysepce występują również: Crucianella rupestris, Thymbra capitata, Teucrium fruticans, Bromus madritensis, Capparis spinosa, Echium parviflorum, Pallenis spinosa, Plantago lagopus, Trachynia distachya i Urginea pancration.

## Obecność w kulturze
Wyspa pojawia się w książce przygodowej pod tytułem Il-Ġebla tal-Halfa autorstwa Pawlu Mizziego.